# Архитектурен макет
Архитектурният макет (на френски: maquette – мащабен модел) е умален обемно-пространствен макет на архитектурно съоръжение, най-често сграда, която се представя в цял комплекс със заобикалящата я среда.
Може да се изработи в различен мащаб – от 1:20 до 1:1000, от гипс, дърво, картон, папиемаше, пластмаса и други материали.
Макетът служи за уточняване и онагледяване на цялата архитектурна композиция, запознаване с релефа и другите особености на пейзажа.
Моделите може да представят както външността, така и вътрешността на сградата.